# Secretário de Habitação e Desenvolvimento Urbano dos Estados Unidos
O Secretário de Habitação e Desenvolvimento Urbano dos Estados Unidos é o chefe do Departamento de Habitação e Desenvolvimento Urbano dos Estados Unidos, membro do Gabinete dos Estados Unidos e o 13º na linha de sucessão presidencial. O cargo foi criado com a formação do Departamento de Habitação e Desenvolvimento Urbano em 9 de setembro de 1965, quando o presidente Lyndon B. Johnson sancionou a Lei do Departamento de Habitação e Desenvolvimento Urbano. A missão do departamento é "aumentar a taxa de propriedade de moradias, apoiar o desenvolvimento comunitário e ampliar o acesso à habitação acessível, livre de discriminação."
O secretário de Habitação e Desenvolvimento Urbano ocupa um cargo de Nível I no Executive Schedule, recebendo um salário de US$246.400 a partir de janeiro de 2024.
O atual secretário de Habitação e Desenvolvimento Urbano é Scott Turner, que tomou posse em 5 de fevereiro de 2025.

## Lista de secretários de Habitação e Desenvolvimento Urbano
Partidos
      Republicano (10)
      Democrata (9)
Estado
      Indica secretário interino
| Num. | Retrato                 | Nome                         | Estado de residência             | Assumiu o cargo         | Deixou o cargo          | Presidente | Presidente                    |
| ---- | ----------------------- | ---------------------------- | -------------------------------- | ----------------------- | ----------------------- | ---------- | ----------------------------- |
| 1    |                         | Robert C. Weaver             | Nova Iorque                      | 18 de janeiro de 1966   | 18 de dezembro de 1968  |            | Lyndon B. Johnson (1963–1969) |
| 2    |                         | Robert Wood                  | Massachusetts                    | 7 de janeiro de 1969    | 20 de janeiro de 1969   |            | Lyndon B. Johnson (1963–1969) |
| 3    |                         | George W. Romney             | Michigan                         | 22 de janeiro de 1969   | 20 de janeiro de 1973   |            | Richard Nixon (1969–1974)     |
| 4    |                         | James Lynn                   | Ohio                             | 2 de fevereiro de 1973  | 5 de fevereiro de 1975  |            | Richard Nixon (1969–1974)     |
| 4    | Gerald Ford (1974–1977) | James Lynn                   | Ohio                             | 2 de fevereiro de 1973  | 5 de fevereiro de 1975  |            |                               |
| 5    |                         | Carla Hills                  | Califórnia                       | 10 de março de 1975     | 20 de janeiro de 1977   |            |                               |
| 6    |                         | Patricia Harris              | Distrito de Columbia             | 23 de janeiro de 1977   | 10 de setembro de 1979  |            | Jimmy Carter (1977–1981)      |
| 7    |                         | Moon Landrieu                | Luisiana                         | 24 de setembro de 1979  | 20 de janeiro de 1981   |            | Jimmy Carter (1977–1981)      |
| 8    |                         | Samuel Pierce                | Nova Iorque                      | 23 de janeiro de 1981   | 20 de janeiro de 1989   |            | Ronald Reagan (1981–1989)     |
| –    |                         | J. Michael Dorsey Interino   | Nova Iorque                      | 20 de janeiro de 1989   | 13 de fevereiro de 1989 |            | George H. W. Bush (1989–1993) |
| 9    |                         | Jack Kemp                    | Nova Iorque                      | 13 de fevereiro de 1989 | 20 de janeiro de 1993   |            | George H. W. Bush (1989–1993) |
| 10   |                         | Henry Cisneros               | Texas                            | 22 de janeiro de 1993   | 20 de janeiro de 1997   |            | Bill Clinton (1993–2001)      |
| 11   |                         | Andrew Cuomo                 | Nova Iorque                      | 29 de janeiro de 1997   | 20 de janeiro de 2001   |            | Bill Clinton (1993–2001)      |
| –    |                         | William C. Apgar Interino    |                                  | 20 de janeiro de 2001   | 24 de janeiro de 2001   |            | George W. Bush (2001–2009)    |
| 12   |                         | Mel Martinez                 | Flórida                          | 24 de janeiro de 2001   | 13 de agosto de 2004    |            | George W. Bush (2001–2009)    |
| 13   |                         | Alphonso Jackson             | Texas                            | 13 de agosto de 2004    | 1 de setembro de 2004   |            | George W. Bush (2001–2009)    |
| 13   | September 1, 2004       | Alphonso Jackson             | Texas                            | April 18, 2008          |                         |            | George W. Bush (2001–2009)    |
| –    |                         | Roy A. Bernardi Interino     | Nova Iorque                      | 18 de abril de 2008     | 4 de junho de 2008      |            | George W. Bush (2001–2009)    |
| 14   |                         | Steve Preston                | Illinois                         | 4 de junho de 2008      | 20 de janeiro de 2009   |            | George W. Bush (2001–2009)    |
| –    |                         | Brian D. Montgomery Interino | Texas                            | 20 de janeiro de 2009   | 26 de janeiro de 2009   |            | Barack Obama (2009–2017)      |
| 15   |                         | Shaun Donovan                | Nova Iorque                      | 26 de janeiro de 2009   | 28 de julho de 2014     |            | Barack Obama (2009–2017)      |
| 16   |                         | Julián Castro                | Texas                            | 28 de julho de 2014     | 20 de janeiro de 2017   |            | Barack Obama (2009–2017)      |
| –    |                         | Craig Clemmensen Interino    |                                  | 20 de janeiro de 2017   | 2 de março de 2017      |            | Donald Trump (2017–2021)      |
| 17   |                         | Ben Carson                   | Flórida                          | 2 de março de 2017      | 20 de janeiro de 2021   |            | Donald Trump (2017–2021)      |
| –    |                         | Matt Ammon Interino          |                                  | 20 de janeiro de 2021   | 10 de março de 2021     |            | Joe Biden (2021–2025)         |
| 18   |                         | Marcia Fudge                 | Ohio                             | 10 de março de 2021     | 22 de março de 2024     |            | Joe Biden (2021–2025)         |
| –    |                         | Adrianne Todman Interina     | Ilhas Virgens dos Estados Unidos | 22 de março de 2024     | 20 de janeiro de 2025   |            | Joe Biden (2021–2025)         |
| –    |                         | Matt Ammon Interino          |                                  | 20 de janeiro de 2025   | 5 de fevereiro de 2025  |            | Donald Trump (2025–presente)  |
| 19   |                         | Scott Turner                 | Texas                            | 5 de fevereiro de 2025  | presente                |            | Donald Trump (2025–presente)  |